# Motumua

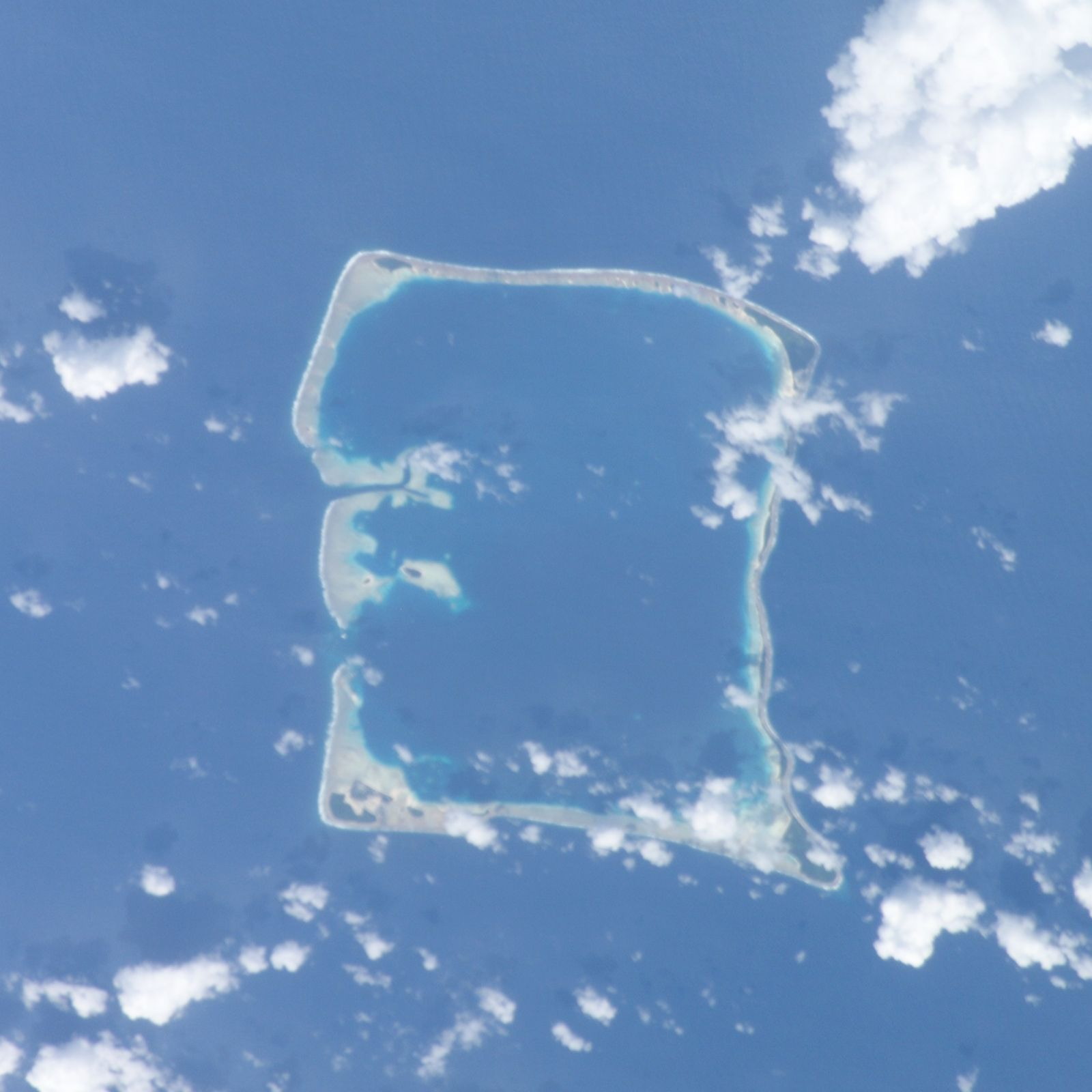
atol de Nukufetau

Motumua é um ilhéu que situa-se no atol de Nukufetau, do país de Tuvalu.